# La Democracia (Escuintla)
La Democracia ist eine Kleinstadt in der Nähe der Pazifikküste Guatemalas. Sie gehört zum Departamento Escuintla und hat etwa 13.400 Einwohner.

## Lage und Klima
Der ca. 160 m hoch gelegene Ort liegt etwa 92 km (Fahrtstrecke) südwestlich von Guatemala-Stadt im Küstenstreifen des Pazifischen Ozeans. La Democracia ist von der etwa 10 km nördlich gelegenen Ortschaft Siquinalá über die nach Sipacate am Pazifik führende Straße aus zu erreichen. Das meist schwüle Klima des Ortes ist beeinflusst vom nur etwa 30 km (Luftlinie) entfernten Pazifischen Ozean.

## Wirtschaft und Tourismus
Wie vielerorts entlang der oft schwülheißen Pazifikküste Guatemalas bestimmt der Anbau von Zuckerrohr (caña) das Wirtschaftsleben des Ortes. Aus der Melasse, einer bei der Zuckerraffinierung anfallenden breiig braunen und klebrigen Masse, wird Rum (ron) gebrannt. Aber auch Bananen- und Baumwollplantagen finden sich hier. Mais (maíz) und Gemüse werden nur zur Selbstversorgung und für die lokalen Märkte angebaut.

## Geschichte
Zur Geschichte von La Democracia sind keine Informationen verfügbar. Die Gegend ist jedoch schon seit langem besiedelt, denn nur etwa 1,5 km  östlich des Ortes liegt die archäologische Stätte von Monte Alto, deren Bauten und Steinskulpturen zumeist der späten Präklassik (ca. 400 v. Chr. bis ca. 200 n. Chr.) zugerechnet werden. Möglicherweise sind auch die Nahuatl sprechenden und etwa zur gleichen Zeit von Norden nach Guatemala eingewanderten Pipilen die Schöpfer dieser ausdrucksstarken Artefakte.

## Sehenswürdigkeiten

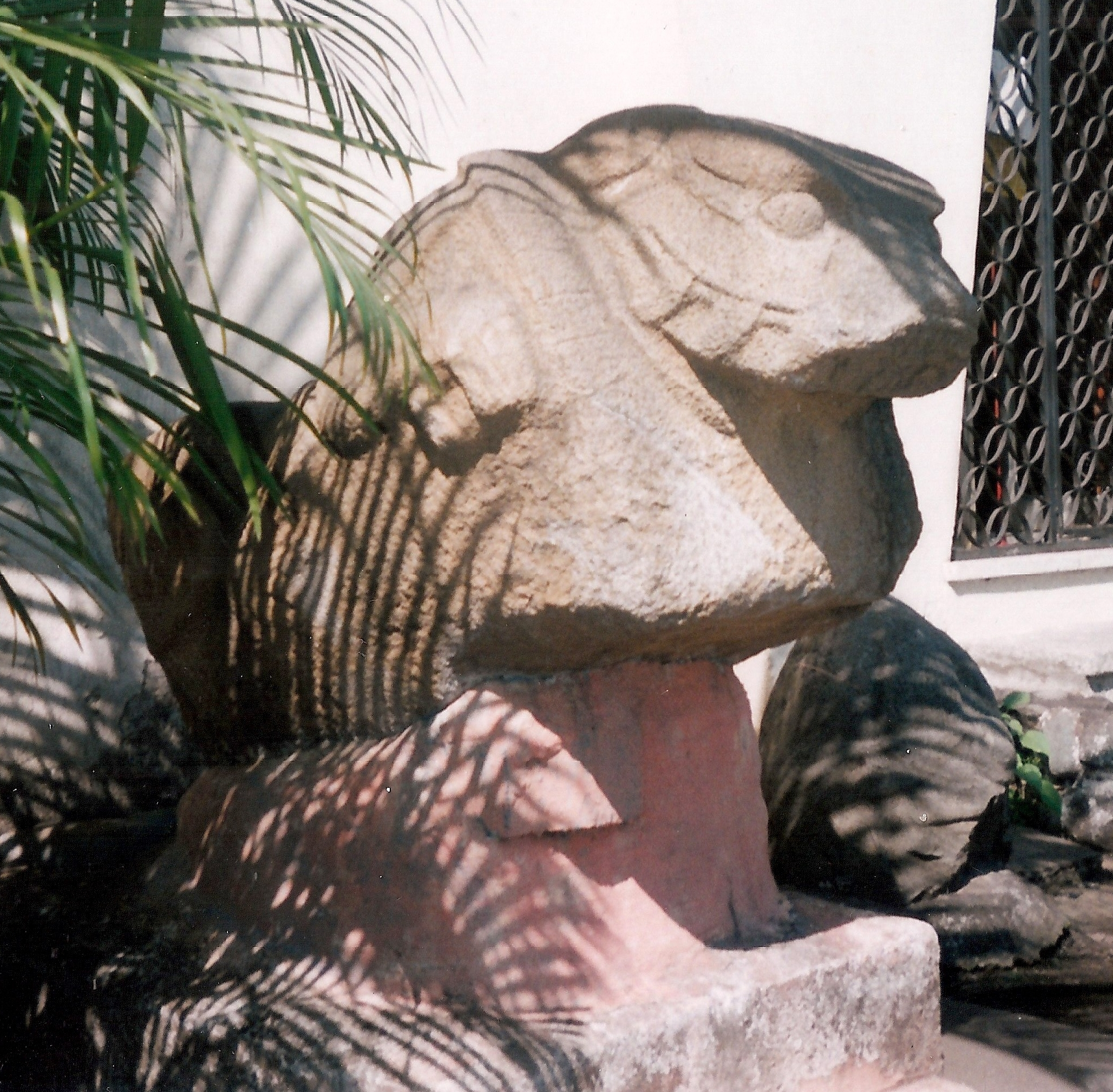
Figur mit Schlangenkopf am Eingang zum Museum

- Auf dem Parque Central in der Ortsmitte von La Democracia sind mehrere der etwa ein bis zwei Meter hohen monolithischen Skulpturen vom Gelände der Finca Monte Alto ausgestellt. Dabei handelt es sich sowohl um Steinköpfe als auch um dickbäuchige Figuren (barrigones), bei denen Hände und Beine reliefartig auf den Körper aufgelegt sind. Ob es sich um männliche und/oder weibliche Figuren oder gar um Götterbildnisse handelt ist umstritten; eindeutige Geschlechtsmerkmale sind nicht erkennbar. Die Augen der meisten Figuren scheinen geschlossen zu sein; sie vermitteln einen beinahe entrückten bzw. tranceartigen Eindruck. Die zeitliche Einordnung der Figuren ist schwierig – einige Forscher halten sie für präolmekisch, andere datieren sie in eine spätere Zeit.
- Im benachbarten kleinen Museo Regional de Arqueología sind weitere Kleinfunde, darunter pilzförmig aussehende Steine ausgestellt. Die halluzinogene Wirkung einiger Pilzarten wird manchmal für die tranceartige Erscheinung der Figuren auf der Plaza verantwortlich gemacht. Aber auch eine Totenmaske aus grüner Jade sowie Jochsteine (yugos), die wahrscheinlich im Zusammenhang mit dem Mesoamerikanischen Ballspiel stehen, sind hier ausgestellt; sie gehören wahrscheinlich einer späteren Zeitepoche an, die schon unter dem künstlerischen Einfluss der Maya stand. Die kostbare Jade-Maske wurde im Jahr 2002 aus dem Museum gestohlen und ist bislang nicht wieder aufgetaucht.[2]